# John Barnett
John Barnett, angleški skladatelj židovskega rodu, * 15. julij 1802, Bedford, † 16. april 1890.
Barnett je danes najbolj poznan kot avtor oper. Napisal je prvo v celoti komponirano angleško opero Gorska silfida (ang. The Mountain Sylph), krstno uprizorjena 25. avgusta 1834. Znani sta še operi Fair Rosamond (1837) in Farinelli (1839).
Tudi njegova otroka, hči Clara Kathleen Barnett (poročena Rogers) in sin John Francis Barnett sta bila glasbenika. Bil je sorodnika znanega skladatelja Giacoma Meyerbeera.